# El detectiu Conan: El gratacel explosiu
El detectiu Conan: El gratacel explosiu (títol original en japonès: 名探偵コナン 時計じかけの摩天楼; Meitantei Conan: Tokei Jikake no Matenrō) és la primera pel·lícula de la sèrie del Detectiu Conan. Es va estrenar el 19 d'abril del 1997 al Japó i el 17 de gener del 2010 a Catalunya doblada al català.

## Argument
L'amenaça d'un terrorista de posar un seguit de bombes a una ciutat molt poblada, fa que el famós detectiu adolescent Shinichi Kudo, àlies Conan Edogawa, hagi de fer servir la seva increïble capacitat de deducció per salvar un munt de vides, que ara són a les seves mans. Al costat de la Ran Mouri, la seva companya de classe i encara millor amiga, en Conan posa fil a l'agulla al cas del professor Moriya, un arquitecte obsessionat amb la simetria. Després d'anar bomba rere bomba, Conan ha d'aturar-ne una abans que destrueixi un gratacel al centre de la ciutat, la potència de la qual causaria milions de dòlars en danys, centenars de morts i que Ran no mori en l'explosió, ja que ella havia quedat de veure's amb en Shinichi per celebrar el seu aniversari a les 12 de la nit.

## Personatges
A continuació es mostra una llista dels personatges que apareixen només a la pel·lícula:
- Teiji Moriya: Arquitecte obsessionat amb la simetria. Considera els seus primers treballs imperfectes.
- Mina Kurokawa: Esposa d'en Taizo Kurokawa. En Kogoro la va acusar com assassí del seu marit, però després en Conan va demostrar la veritat adormint el detectiu.
- Daisuke Kurokawa: físic. Fill d'en Taizo Kurokawa i sospitós, en un principi, de la mort del mateix.
- Manami Nakazawa: Treballava per en Taizo Kurokawa, però va acabar assassinant-lo minuciosament.
- Alcalde Okamoto: Alcalde de Nishitama, culpable de la mort d'una jove en un accident de trànsit. En Shinichi va ser qui havia resolt el cas. L'alcalde Okamoto va perdre el càrrec per aquest esdeveniment, encara que el seu fill va intentar portar la responsabilitat de l'atropell.
- Koêi Okamoto: fill de l'alcalde Okamoto, va ser acusat del cas de Nishitama que en Shinichi Kudo va aclarir.
- Director Sakaguchi: Director de la línia de tren Tohto i cap d'operacions. Té 52 anys.
- Kusonoki: Cap del departament de control de la línia de tren de Tohto, i cap de comandament. Té 45 anys.

## Música
El tema musical principal és Happy Birthday, de la cantant japonesa Kyoko. Per a aquesta pel·lícula, el músic japonès Katsuo Ohno va crear disset noves pistes de so que posteriorment van ser utilitzades per a la sèrie, a partir del capítol 63 de la numeració japonesa.

## Curiositats
- En aquesta pel·lícula apareix per primer cop l'inspector Ninzaburo Shiratori a l'anime, tot i que ja havia aparegut al volum 21 del manga.
- En aquesta pel·lícula es descobreix que l'aniversari d'en Shinichi és el 4 de maig. Malgrat tot aquesta dada no ha aparegut mai al manga.
- S'explica que el color preferit, tant de la Ran com d'en Shinichi, és el vermell, tot i que tampoc s'ha confirmat mai al manga.
- Kogoro explica breument l'estil de l'arquitectura anglesa de l'època dels Stuart (dinastia reial escocesa), centrada en la simetria.
- Apareix una figura de Momotaro, un personatge d'una història tradicional japonesa.
- Curiosament, a l'episodi 69 de la sèrie, una sospitosa explica com a coartada que va estar veient aquesta pel·lícula.
- La pel·lícula ha recaptat quasi 1.100 milions de iens, o aproximadament 8,3 milions d'euros.

## Doblatge
- Estudi Doblatge: Audioclip S.A.
- Direcció: Teresa Manresa.
- Traducció: Marina Bornas.
- Repartiment:

| Personatge                    | Veu catalana      | Veu japonesa     |
| ----------------------------- | ----------------- | ---------------- |
| Shinichi Kudo                 | Òscar Muñoz       | Kappei Yamaguchi |
| Conan Edogawa                 | Joël Mulachs      | Minami Takayama  |
| Ran Mouri                     | Núria Trifol      | Wakan Yamazaki   |
| Kogoro Mouri                  | Jordi Royo        | Akira Kamiya     |
| Dr. Hiroshi Agasa             | Fèlix Benito      | Kenichi Ogata    |
| Inspector Juuzou Megure       | Ramon Canals      | Fûrin Cha        |
| Genta Kojima                  | Miquel Bonet      | Wataru Takagi    |
| Mitsuhiko Tsuburaya           | Elisabet Bargalló | Ikue Ootani      |
| Ayumi Yoshida                 | Berta Cortés      | Yukiko Iway      |
| Sonoko Suzuki                 | Eva Lluch         | Naoko Matsui     |
| Inspector Ninzaburo Shiratori | Roger Pera        | Kaneto Shiozawa  |
| Teiji Moriya                  | Domènec Farell    | Tarô Ishida      |
| Mina Kurokawa                 | Glòria Gonzàlez   | (veu)            |
| Alcalde Okamoto               | Amadeu Aguado     | (veu)            |
| Director Sakaguchi            | Jaume Mallofré    | (veu)            |
| Kohei Okamoto                 | Joan Pera         | (veu)            |
| Taxista                       | Oriol de Balle    | (veu)            |
| Pusonoki                      | Jaume Costa       | (veu)            |